# Cyclocephala rufa
Cyclocephala rufa är en skalbaggsart som beskrevs av S. Endrödi 1967. Cyclocephala rufa ingår i släktet Cyclocephala och familjen Dynastidae. Inga underarter finns listade i Catalogue of Life.